# Fanni Rapai
Fanni Rapai (* 7. Januar 2000) ist eine ungarische Sprinterin, die sich auf die 400-Meter-Distanz spezialisiert hat.

## Sportliche Laufbahn
Erste internationale Erfahrungen sammelte Fanni Rapai im Jahr 2022, als sie bei den Europameisterschaften in München mit der ungarischen 4-mal-400-Meter-Staffel mit 3:29,39 min den Finaleinzug verpasste. Im Jahr darauf wurde sie bei der 2. Liga der Team-Europameisterschaft im Zuge der Europaspiele in Chorzów in 3:17,42 min Fünften in der Mixed-Staffel. Im August startete sie im 400-Meter-Lauf bei den Weltmeisterschaften in Budapest und schied dort mit 52,73 s in der ersten Runde aus und verpasste mit der Staffel mit 3:27,79 min den Finaleinzug.
2021 wurde Rapai ungarische Hallenmeisterin in der 4-mal-400-Meter-Staffel.

## Persönliche Bestleistungen
- 400 Meter: 52,73 s, 20. August 2023 in Budapest
  - 400 Meter (Halle): 54,38 s, 4. Februar 2023 in Budapest